# Парламентарни избори у Србији 1870.
Нови устав, донесен 1869. године, ступио је на снагу. Његовим одредбама, Скупштина је добила своју законодавну функцију, a да би се могли донети и други најважнији закони, саобразни новом уставном схватању, морала се сазвати сама Скупштина да их донесе. Ради тога су заказани избори за ванредну законодавну Народну скупштину само за доношење нужних закона. Указом од 7. августа 1870. заказани су били избори, a сазив Скупштине утврђен за 14. септембар исте године. Како Уставотворна скупштина није донела закон о изборима народних посланика, избори су вршени по ранијим одредбама и према броју пореоких глава, уколико се те одредбе нису противиле духу новог устава. Број бираних посланика, према тим одредбама, износио је 97, али је устав давао могућност Кнезу да сам именује једну трећину посланика од броја бираних посланика, са циљем да се у Народној скупштини даде места и интелигенцији, врло потребној y старим српским Скупштинама.
Након ступања на снагу Устава из 1869. године либерали су се окупили под вођством Јована Ристића на једној, док је на другој страни нешто касније дошло до окупљања опозиционих младоконзервативаца. У исто време окупљале су се присталице и следбеници Светозара Марковића.
На сваких 2.000 лица која су плаћала порез бирао се по један посланик, док је Намесништво имало право да на свака три изабрана посланика именује по једног. Изабрано је 97 народних посланика, Намесништво је поставило још 24 посланика иако је имало право да именује 32 вирилна посланика.